# Kersting-Modellbauwerkstätten
Die Kersting-Modellbauwerkstätten waren ein deutscher Automobilhersteller in Waging am See. Gegründet wurde das Unternehmen von dem Architekten und Designer Walter Maria Kersting und seinen Söhnen Arno, Gerwald und Rainer im Jahre 1949. Zunächst befasste sich die Firma mit Industriedesign.
1950 wurde der Kleine Kersting lanciert, ein Kleinstwagen mit Sperrholz-Karosserie, ohne Türen und mit abnehmbaren Hardtop. Er wurde durch einen DKW-Zweitaktmotor über ein Dreiganggetriebe angetrieben. Die Konstruktion hatte Walter Maria Kersting bereits in den 1920er-Jahren entworfen.
Ein Verkaufspreis von DM 2500,– war geplant, doch fand sich kein Interessent für eine Serienproduktion. 1953 wurde das Projekt aufgegeben, nachdem stärkere Motoren erprobt worden waren, die eine Aufgabe der ursprünglichen Gummibandfederung zur Folge hatten.